# Schoenoplectus
Schoenoplectus  (Rchb.) Palla é um género botânico pertencente à família Cyperaceae.
O gênero  Schoenoplectus tem relação próxima com as espécies do gênero  Scirpus, e é incluido nele por alguns botânicos.
É um gênero composto por aproximadamente 105 espécies. São plantas de distribuição cosmopolita, ou seja, encontradas em todo o mundo.

## Principais espécies
- Schoenoplectus acutus - América do Norte
- Schoenoplectus americanus
- Schoenoplectus californicus - Américas
  - Schoenoplectus californicus ssp. tatora - Andes
- Schoenoplectus lacustris
- Schoenoplectus grossus
- Schoenoplectus heterochaetus - América do Norte
- Schoenoplectus hudsonianus
- Bunho - Schoenoplectus lacustris - Europa, Ásia, Africa
- Schoenoplectus littoralis
- Schoenoplectus mucronatus - Ásia, Austrália, Europa
- Schoenoplectus pungens - Cosmopolita
- Schoenoplectus tabernaemontani
- Schoenoplectus validus
- «PPP-Index Lista completa»